# Héctor Luis Zordán
Héctor Luis Zordán MSSCC (Calchaquí, Argentina, 30 de novembro de 1956) é um clérigo religioso argentino e bispo católico romano de Gualeguaychú.
Héctor Luis Zordán ingressou na Congregação dos Missionários dos Sagrados Corações de Jesus e Maria e recebeu o sacramento da Ordem em 17 de novembro de 1984.
Em 28 de março de 2017, o Papa Francisco o nomeou Bispo de Gualeguaychú. O arcebispo coadjutor de San Juan de Cuyo, Jorge Eduardo Lozano, ordenou-o bispo em 28 de maio do mesmo ano; Os co-consagradores foram o Núncio Apostólico na Argentina, Dom Emil Paul Tscherrig, e o Bispo de San Miguel, Sergio Alfredo Fenoy.